# Krishnan Sasikiran
Krishnan Sasikiran (ur. 7 stycznia 1981 w Madrasie) – indyjski szachista, arcymistrz od 2000 roku.

## Kariera szachowa
W szachy gra od 10 roku życia. Pierwszy poważny sukces odniósł w roku 1999, zwyciężając w rozegranych w Nagpur mistrzostwach Indii. Rok później zdobył w Sangli tytuł mistrza Wspólnoty Narodów oraz wystąpił na mistrzostwach świata FIDE rozgrywanych systemem pucharowym w New Delhi (w II rundzie przegrał w Loekiem van Welym). Na przełomie 2000 i 2001 roku zwyciężył w Hastings (wraz z Stuartem Conquestem). W roku 2001 wystąpił po raz drugi na mistrzostwach świata, rozegranych w Moskwie, ale w II rundzie został wyeliminowany przez Aleksandra Morozewicza. W następnym roku podzielił I–III m. w Hastings. W roku 2003 został w Dosze indywidualnym mistrzem Azji, w Bombaju mistrzem Indii, triumfował w otwartym turnieju Politiken Cup w Kopenhadze oraz podzielił I m. (wraz z Aleksiejem Driejewem oraz Lukiem McShane) w Esbjergu (turniej The North Sea Cup). W następnym roku zajął II m. (za Aleksandrem Morozewiczem) w Biel, podzielił I m. w turnieju open w Vlissingen oraz po raz trzeci wziął udział w pucharowym turnieju o mistrzostwo świata, w I rundzie ulegając Leonidowi Kritzowi. W 2005 r. podzielił I m. (wraz z Janem Timmanem) w turnieju Sigeman & Co w Malmö oraz zajął III m. (za Zoltanem Almasim i Wiktorem Korcznojem) w Paks. W 2007 r. podzielił II m. (za Weselinem Topałowem) w turnieju M-Tel Masters w Sofii oraz awansował do IV rundy Pucharu Świata (w której przegrał z Rusłanem Ponomariowem). Kolejne sukcesy odniósł w 2008 r., zwyciężając (wspólnie z Vikrotem Laznicką) w Kalkucie, w turnieju pamięci Mieczysława Najdorfa w Warszawie oraz w Pampelunie. W 2013 r. zdobył tytuł indywidualnego mistrza Indii.
Wielokrotnie reprezentował Indie w turniejach drużynowych, m.in.:
- dziewięciokrotnie na olimpiadach szachowych (w latach 1998, 2000, 2002, 2004, 2006, 2008, 2010, 2012, 2014); dwukrotny medalista: wspólnie z drużyną – brązowy (2014) oraz indywidualnie – srebrny (2014 – na III szachownicy)[8],
- dwukrotnie na drużynowych mistrzostwach świata (w latach 2010, 2011); medalista: wspólnie z drużyną – brązowy (2010)[9],
- siedmiokrotnie na drużynowych mistrzostwach Azji (w latach 1999, 2003, 2005, 2008, 2009, 2012, 2014); siedmiokrotny medalista: wspólnie z drużyną – dwukrotnie złoty (2005, 2009), czterokrotnie srebrny (2003, 2008, 2012, 2014) i brązowy (1999)[10],
- dwukrotnie na igrzyskach azjatyckich (w latach 2006, 2010); dwukrotny medalista: wspólnie z drużyną – złoty (2006) i brązowy (2010)[11],
- dwukrotnie na halowych igrzyskach azjatyckich (w latach 2007, 2009); dwukrotny medalista: wspólnie z drużyną – srebrny (2007) i brązowy (2009)[12].

Jest drugim w historii Hindusem (po Viswanathanie Anandzie), który przekroczył poziom 2700 punktów rankingowych. Najwyższy ranking w dotychczasowej karierze osiągnął 1 maja 2012 r., z wynikiem 2720 punktów zajmował wówczas 26. miejsce na światowej liście FIDE, jednocześnie zajmując 2. miejsce (za Viswanathanem Anandem) wśród indyjskich szachistów.

## Szachy korespondencyjne
Krishnan Sasikirian ma sukcesy w  szachach korespondencyjnych. W 2015 roku stał się międzynarodowym i zasłużony w 2016 roku międzynarodowej korespondencji mistrz szachowy.

## Odznaczenia
W 2002 r. otrzymał nagrodę Arjuna Award, natomiast w 2015 r. został odznaczony orderem Padma Shri.